# Anolis gaigei
Anolis gaigei is een hagedis uit de familie anolissen (Dactyloidae). De soort leeft in Midden- en Zuid-Amerika.

## Verspreiding
Anolis gaigei komt in Midden-Amerika voor in Panama aan de Pacifische zijde van het land van de stad Davíd in Chiriquí via het schiereiland Azuero tot aan de kanaalzone. In Zuid-Amerika komt de soort voor in de Cordillera de Santa Marta in Colombia en mogelijk in het noordwesten van Venezuela. Anolis gaigei komt in meerdere soorten habitats voor van zeeniveau tot 900 meter hoogte, maar vooral in droogbos en savanne.

## Uiterlijke kenmerken
Anolis gaigei is een middelgrote anolis met een kopromplengte van 36 tot 52,5 mm een staart van 59 tot 115 mm lang.

## Leefwijze
Anolis gaigei houdt zich met name op in lage vegetatie tot twee meter boven de grond.
1. ↑  (en) Anolis gaigei op de IUCN Red List of Threatened Species.